# Olympische Sommerspiele 1904/Golf
Bei den III. Olympischen Spielen 1904 in St. Louis fanden zwei Wettbewerbe im Golf statt. Austragungsort war das Gelände des drei Jahre zuvor gegründeten Glen Echo Country Club im westlich von St. Louis gelegenen Vorort Normandy.
Als der Club erfuhr, dass in St. Louis die Weltausstellung und die Olympischen Spiele ausgetragen würde, bewarb er sich um die Ausrichtung des Golfturniers und investierte in einen Neubau des Vereinshauses. Er sandte Einladungen in zahlreiche Länder, doch aus dem Ausland meldeten sich lediglich drei Kanadier; alle anderen Teilnehmer waren US-Amerikaner. Sämtliche Spieler mussten ein Startgeld von fünf Dollar entrichten und versprechen, dass sie keine Profis waren. Zwischen dem 16. und 24. September fanden insgesamt sieben Golfwettbewerbe statt, von denen zwei als „olympisch“ ausgeschrieben waren. Den Abschluss der Turnierwoche bildete ein Bankett, bei dem die Medaillen und Pokale überreicht wurden.

## Bilanz

### Medaillenspiegel
| Platz  | Land               | Gold | Silber | Bronze | Gesamt |
| ------ | ------------------ | ---- | ------ | ------ | ------ |
| 1      | Vereinigte Staaten | 1    | 2      | 3      | 6      |
| 2      | Kanada             | 1    | –      | –      | 1      |
| Gesamt | Gesamt             | 2    | 2      | 2      | 6      |

### Medaillengewinner
| Disziplin  | Gold | Silber | Bronze |
| ---------- | --- | --- | --- |
| Einzel     | George Lyon (CAN) | Chandler Egan (USA) | Burt McKinnie (USA) |
| Mannschaft | Western Golf Association Edward Cummins, Kenneth Edwards, Chandler Egan, Walter Egan, Robert Hunter, Nathaniel Moore, Mason Phelps, Daniel Sawyer, Clement Smoot, Warren Wood | Trans Mississippi Golf Association John Deere Cady, Albert Bond Lambert, John Maxwell, Burt McKinnie, Ralph McKittrick, Francis Newton, Henry Potter, Frederick Semple, Stuart Stickney, William Stickney | United States Golf Association Douglass Cadwallader, Jesse Carleton, Harold Fraser, Arthur Hussey, Orus Jones, Allan Lard, George Oliver, Simeon Price, John Rahm, Harold Weber |

## Ergebnisse

### Einzel Männer
| Platz | Land | Spieler             |
| ----- | ---- | ------------------- |
| 1     | CAN  | George Lyon         |
| 2     | USA  | Chandler Egan       |
| 3     | USA  | Burt McKinnie       |
| 3     | USA  | Francis Newton      |
| 5     | USA  | Daniel Sawyer       |
| 5     | USA  | Harry Allen         |
| 5     | USA  | Albert Bond Lambert |
| 5     | USA  | Mason Phelps        |

Datum: 19. bis 24. September 1904
Am olympischen Einzelturnier nahmen 75 Golfer teil, darunter drei aus Kanada. Jeder musste zunächst in der Qualifikation im Zählspiel-Verfahren (stroke play) zwei Runden (36 Löcher) spielen; die 32 Besten kamen in die erste Runde. In den drei Vorrunden sowie im Halbfinale und im Finale wurde nach dem Lochspiel-Verfahren (match play) gespielt. Im Finale standen sich schließlich Chandler Egan und der Kanadier George Lyon gegenüber. Bei regnerischem Wetter setzte sich Lyon mit 3:2 gegen den als Favoriten gehandelten Egan durch, um Platz 3 gab es keine Ausscheidung.

### Mannschaft Männer
| Platz | Land | Spieler | Schläge |
| ----- | ---- | --- | ------- |
| 1     | USA  | Western Golf Association Edward Cummins, Kenneth Edwards, Chandler Egan, Walter Egan, Robert Hunter, Nathaniel Moore, Mason Phelps, Daniel Sawyer, Clement Smoot, Warren Wood                             | 1746    |
| 2     | USA  | Trans Mississippi Golf Association John Deere Cady, Albert Bond Lambert, John Maxwell, Burt McKinnie, Ralph McKittrick, Francis Newton, Henry Potter, Frederick Semple, Stuart Stickney, William Stickney | 1770    |
| 3     | USA  | United States Golf Association Douglass Cadwallader, Jesse Carleton, Harold Fraser, Arthur Hussey, Orus Jones, Allan Lard, George Oliver, Simeon Price, John Rahm, Harold Weber                           | 1839    |

Datum: 17. September 1904
Ursprünglich hatten sich sechs Teams zum Mannschaftswettkampf gemeldet, doch es erschienen nur die Vertreter der Trans Mississippi Golf Association und der Western Golf Association. Deshalb bildeten die zufälligerweise anwesenden Einzelspieler eine dritte Mannschaft, die für den nationalen Verband United States Golf Association antrat. Die Mannschaften bestanden aus je zehn Spielern. Diese mussten jeweils zwei Runden bzw. 36 Löcher im Zählspiel-Verfahren (stroke play) absolvieren.